# Majolo’o
Majolo’o ist ein osttimoresischer Ort im Suco Saburai (Verwaltungsamt Maliana, Gemeinde Bobonaro). Er befindet sich im Süden der Aldeia Cossal, auf einer Meereshöhe von 732 m. Eine Piste verbindet den Ort mit dem Nachbardorf Maloi im Norden.